# وادي المسلمة
وادي المسلمة هو واد في تهامة بلاد بلقرن في محافظة العرضيات من روافد وادي قنونا الغربية، وعليه قرية المسلمة لبني بحير الوهوب.